# Løkken Værk
Løkken Værk (norsk: Løkken Verk) i Meldal kommune i Sør-Trøndelag i Norge er et tidligere kobberværk. Det opstod, efter kobbermalmudvinding startede i området i 1654. Navnet Løkken er hentet fra en gård, som da lå på stedet.
Malmforekomsten på Løkken Værk var oprindeligt på omtrent 30 millioner ton, og var den største forekomst af kobberholdig svovlkis, som er fundet i Norge. Der var minedrift i området fra 1654 til 1987. Frem til 1845 foregik skete udvinding af kobber, med risting og smeltning af kobbermalm. I 1851 blev driften omlagt til kisdrift, idet kisen, som blev eksporteret, hovedsagelig blev anvendt som råstof ved fremstilling af svovlsyre.
Efter, at produktionen var blevet stoppet i 1853, blev driften genoptaget i 1891. I perioden 1931–1962 blev der fremstillet elementært svovl og kobbermatte efter "Orkla-prosessen" af kobberholdig kis. Denne virksomhed foregik i smelteværket på Thamshavn.
Minedriften blev fra 1904 drevet under navnet Orkla Grube-Aktiebolag, som senere blev den store industrikonsern Orkla. Endnu i dag plejer Orkla at sende nyansatte på studietur til Løkken for at lære om det, som er grundlaget for virksomhedens historie.
Jernbanestrækningen Thamshavnbanen har endestation på Løkken Værk. Den blev bygget for at fragte kobberkis fra Løkken Værk til Orkdalsfjorden, men er senere blevet omdannet til en museumsjernbane, der transporterer turister.
Historien om minedriften er skildret på Orkla Industrimuseum, som ligger på Løkken Værk.
På folkemunde kaldes stedet ofte Løkken, men det officielle navn er Løkken Verk. En person fra Løkken Verk kaldes en "løkkenbøgg".
Løkken Verk er i dag en by (norsk: et tettsted) med 6.611 indbyggere.